# Комплекс національної безпеки Y-12

Логотип Y-12

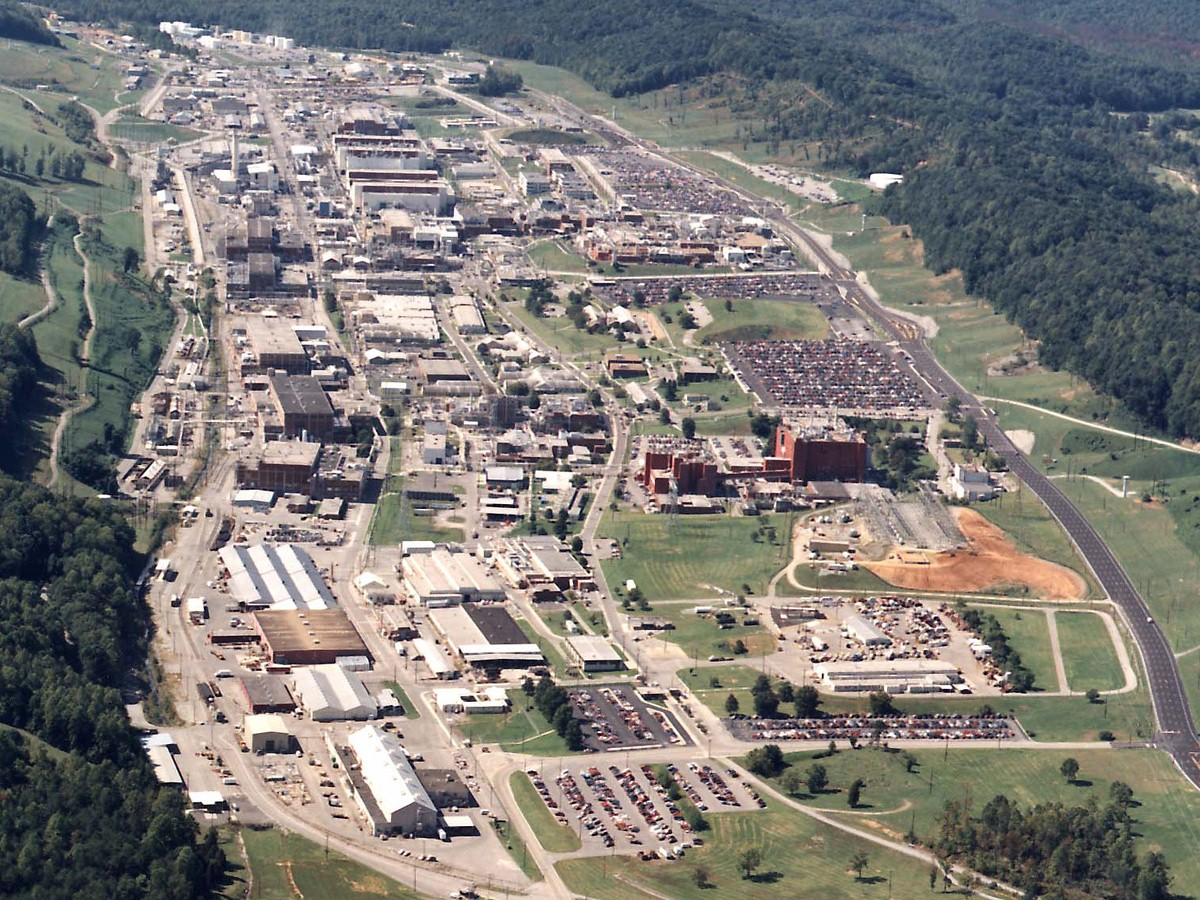
Завод Y-12, Оук-Ридж, Теннеcсі

Комплекс національної безпеки Y-12 (англ. Y-12 National Security Complex) — об'єкт Національної адміністрації ядерної безпеки Міністерства енергетики Сполучених Штатів, розташований в Оук-Риджі, штат Теннессі, поблизу Національної лабораторії Оук-Ридж. Він був побудований в рамках Мангеттенського проєкту з метою збагачення урану для перших атомних бомб. Його вважають місцем створення першої атомної бомби. У роки після Другої світової війни він функціонував як виробниче підприємство для компонентів ядерної зброї та відповідних оборонних цілей.
Y-12 управляється та експлуатується за контрактом компанією Consolidated Nuclear Security, LLC (CNS), яка складається з компаній-членів Bechtel National Inc., Leidos Inc., Orbital ATK, Inc та SOC LLC, з Booz Allen Hamilton Inc. об'єднаних у субпідрядника. CNS також керує заводом Пантекс у Техасі.

## Історія

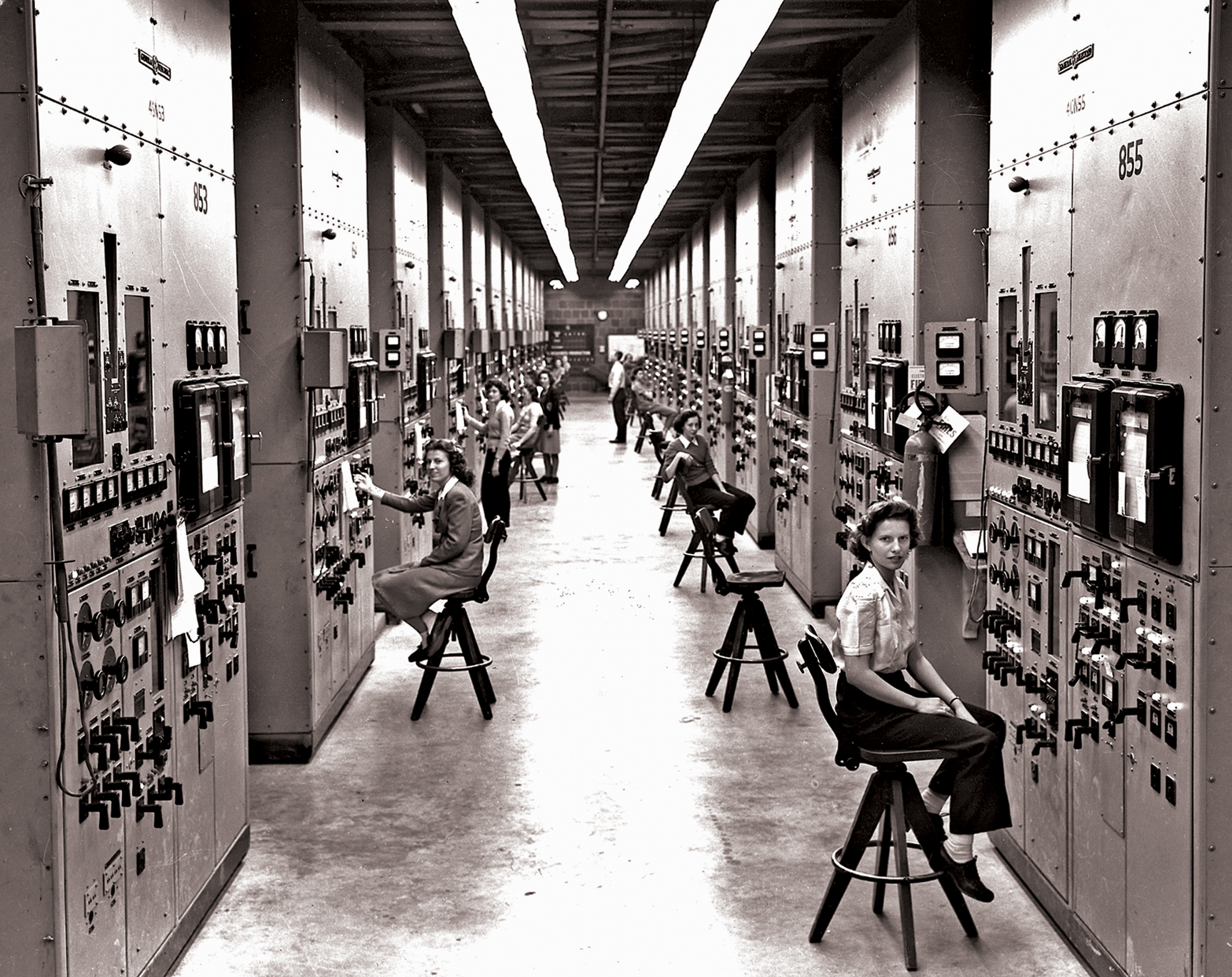
Співробітники Мангеттенського проєкту працюють за панелями керування калютронами в Y-12, на фото уряд США, знятому Едом Весткоттом

Y-12 — це кодова назва часів Другої світової війни для заводу електромагнітного розділення ізотопів, що виробляє збагачений уран на Клінтонському інженерному заводі в Оук-Ридж, штат Теннессі, в рамках Мангеттенського проєкту. Будівництво почалося в лютому 1943 року під керівництвом Stone & Webster. Через нестачу міді під час війни масивні електромагнітні котушки були виготовлені з 14 700 тонн карбованого срібла з урядових сховищ США у Вест-Пойнті. Полковник Кеннет Д. Ніколс зустрівся із заступником міністра фінансів Деніелом В. Беллом і попросив від п'яти до десяти тисяч тонн срібла. Приголомшений Белл відповів: «Полковнику, у казначействі ми не говоримо про тонни срібла; нашою одиницею є тройська унція». Таким чином Мангеттенський інженерний округ запросив і отримав 395 мільйонів тройських унцій срібла (13 540 американських тонн, 12 300 тонн) із депозитарію Вест-Пойнт на час виконання Мангеттенського проєкту. Спеціальні охоронці та бухгалтери були призначені наглядати за сріблом, і їхній відповідальний нагляд призвів до того, що наприкінці війни менше ніж 0,036 % зі срібла вартістю понад 300 мільйонів доларів було втрачено під час процесу, а решту повернуто до казначейства.
Об'єкт Y-12 почав працювати в листопаді 1943 року, відокремлюючи уран-235 від природного урану, який складається з 99,3 % урану-238, за допомогою калютронів для електромагнітного розділення ізотопів. Y-12 відокремив уран-235 для «Малюка», ядерної зброї, яка була скинута на Хіросіму, Японія 6 серпня 1945 року. K-25, інше підприємство в Оук-Риджі, виробляло збагачений уран за допомогою газової дифузії. Однак K-25 не почало працювати до березня 1945 року і постачало злегка збагачений уран на бета-калютрони Y-12, оскільки поштовх отримати достатню кількість урану-235 для «Малюка» стався на початку літа 1945 року. Термодифузійний завод S-50 на території К-25 також забезпечував матеріалом для роботи бета-калютронів Y-12.
Корпус інженерів армії США уклав договір із Tennessee Eastman для управління Y-12 під час Мангеттенського проєкту. Компанія перевела вчених з Кінгспорта, штат Теннессі, на Y-12 та експлуатувала завод з 1943 по травень 1947 року. Електромагнітними установками Y-12 спочатку управляли вчені з Берклі, щоб усунути помилки та досягти прийнятної робочої швидкості. Потім їх передали навченим операторам Tennessee Eastman, які мали лише середню освіту. Ніколс порівняв дані про виробництво і звернув увагу фізика Ернеста Лоуренса на те, що молоді дівчата-«горянки» оператори випереджають його вчених із докторським ступенем. Вони погодилися на виробничі перегони, і Лоуренс програв, що підвищило моральний дух працівників і керівників компанії Tennessee Eastman. Дівчат «навчали, як солдатів, не міркувати, чому», тоді як «учені не могли втриматися від трудомісткого дослідження причини навіть незначних коливань циферблатів». Молоді жінки, які працювали на цій посаді, стали відомі як «дівчата-калютрони».
Корпорація Union Carbide змінила Tennessee Eastman як операційного підрядника в 1947 році, залишаючись ним до 1984 року, коли Union Carbide відмовився від контракту на експлуатацію потужностей DOE в Оук-Риджі, а корпорація Martin Marietta (пізніше Lockheed Martin) виграла контракт на взяття на себе управління. BWXT Y-12 (назва пізніше змінена на B&W Y-12) змінила Lockheed Martin у ролі оператора Y-12 у листопаді 2000 року.
8 грудня 1999 року в результаті хімічного вибуху було поранено кількох робітників на об'єкті Y-12, коли натрій-калієвий сплав був очищений після випадкового розливу, неналежним чином оброблений мінеральним мастилом і випадково спалахнув, коли поверхневе покриття надпероксиду калію було подряпано металевим інструментом.

### Інцидент критичності 1958 року
Об 11 вечора 16 червня 1958 року сталася аварія критичності в крилі C-1 будівлі 9212 на підприємстві, яке тоді працювало під управлінням Union Carbide. Під час інциденту розчин високозбагаченого урану був помилково перенаправлений у сталевий барабан, викликавши реакцію поділу, яка тривала 15–20 хвилин. Вісім працівників були госпіталізовані через помірну або важку променеву хворобу або опромінення, але зрештою всі повернулися до роботи. У червні 1960 року вісім працівників — Білл Вілберн, О. К. Коллінз, Тревіс Роджерс, Р. Д. Джонс, Говард Вагнер, Т. В. Стіннетт, Пол Маккаррі та Білл Кларк, подали позов проти Комісії з атомної енергії США. Позов було вирішено в позасудовому порядку. Вілберн, який отримав найбільшу дозу радіації, отримав 18 000 доларів (приблизно еквівалент 185 000 доларів у 2022 році). Кларк отримав 9 000 доларів США (приблизно еквівалент 92 500 доларів у 2022 році).
Відповідно до Програми компенсації працівникам енергетики за професійні захворювання вісім працівників пізніше отримали додаткову компенсацію від уряду; Кларк отримав кілька платежів на загальну суму близько 250 000 доларів США. У більшості, якщо не у всіх, з восьми жертв був діагностований рак у певний момент їхнього життя. Станом на червень 2014 року Кларк був єдиним живим із восьми постраждалих.

### Пожежа 2023 року
О 9 ранку 22 лютого 2023 року спалахнула пожежа в зоні перероблення урану в будівлі 9212. У заяві Національної адміністрації ядерної безпеки повідомляється, що пожежу було локалізовано пізніше того ж дня.

## Засоби та місії
Основними завданнями Y-12 після закінчення холодної війни були підтримка оборонних потреб через програму управління ядерним арсеналом, допомога в питаннях нерозповсюдження ядерної зброї, підтримка програми морських реакторів та надання експертних знань іншим федеральним агентствам. Y-12 також відповідає за обслуговування та виробництво всіх уранових частин і «вторинних» механізмів для кожної ядерної зброї в арсеналі Сполучених Штатів.
Y-12 має історію забезпечення безпечного зберігання ядерного матеріалу як для Сполучених Штатів, так і для урядів інших країн. Ранні зусилля були зосереджені на роботі ядерними матеріалами з колишнього Радянського Союзу. Остання діяльність включала видобуток високозбагаченого урану з Чилі.
Очищення навколишнього середовища є постійною проблемою для Департаменту енергетики в Оук-Риджі. У 1990-х роках завод Y-12 був внесений до списку суперфондів Агенції з охорони довкілля США через забруднення підземних вод і ґрунту. Сьогодні завод Y-12 внесено до Бази даних критеріїв/рішень щодо очищення Міністерства енергетики (або бази даних C2D2).
Приплив фінансування від Американського акту про відновлення та реінвестування 2009 року сприяв зусиллям з очищення, фінансуючи знесення та дезактивацію застарілих об'єктів. Ці зусилля спрямовані на подальше довгострокове зменшення розміру об'єкта Y-12.
Наразі у CNS Y-12 працює приблизно 4 700 осіб. Близько 1 500 додаткових співробітників працюють на місці як співробітники організацій, зокрема UT–Battelle, Science Applications International Corporation, UCOR і WSI Oak Ridge (підконтрольний Америці підрозділ G4S Secure Solutions), який має контракт на забезпечення безпеки території заводу. Працівників об'єкта представляв Міжнародний союз працівників нафтової, хімічної та атомної промисловості (OCAW).

## Антиядерні протести

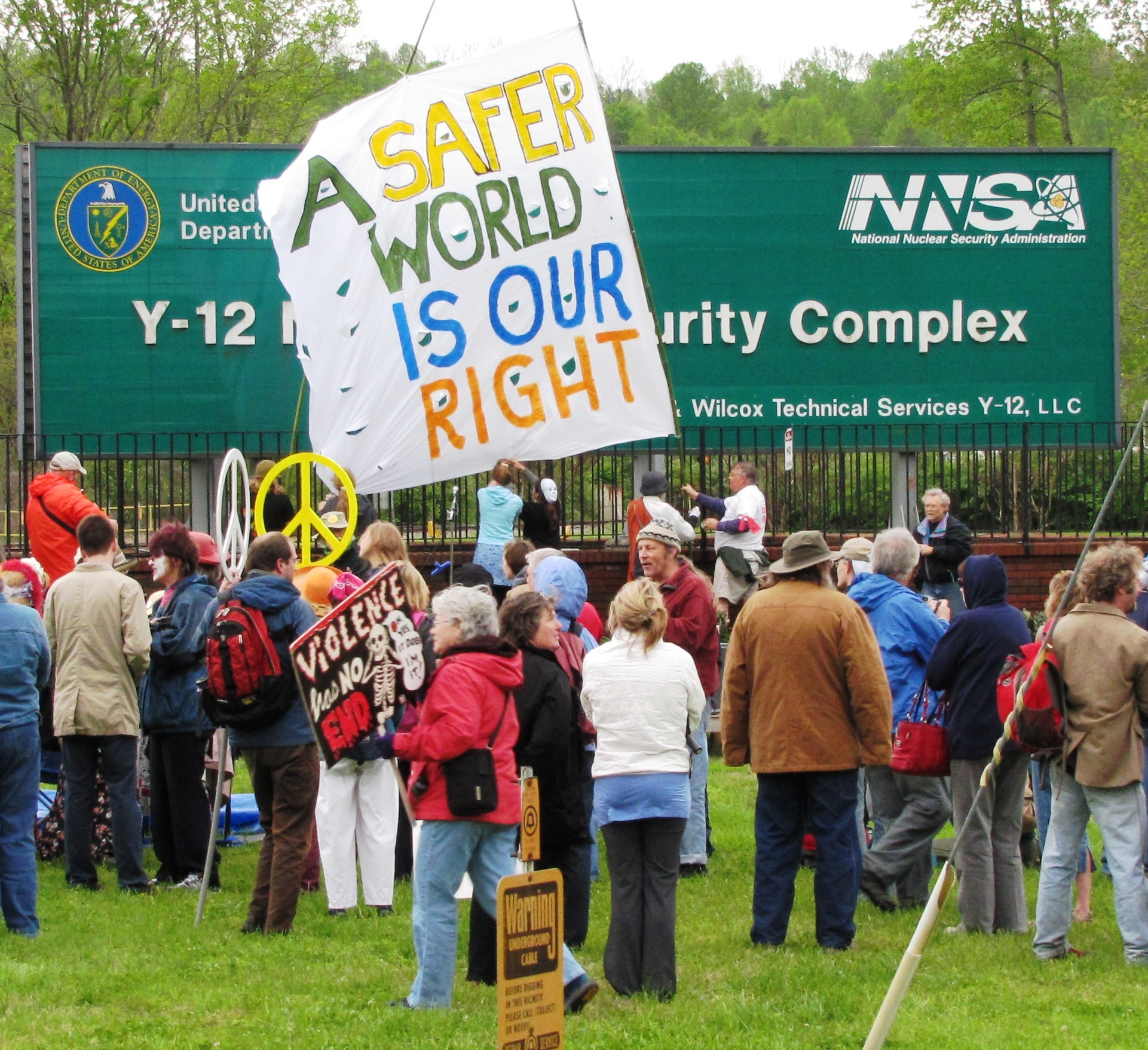
Мітинг OREPA біля входу Y-12 у квітні 2011

З 1988 року Альянс екологічного миру Оук-Ридж (англ. Oak Ridge Environmental Peace Alliance) організовує ненасильницькі протести прямої дії на комплексі Y-12, намагаючись закрити збройовий завод. Сестру Мері Денніс Ленч, католицьку монахиню, багато разів заарештовували за протести на заводі в Оук-Риджі. Вона сказала: «Я вважаю, що продовження виробництва зброї в Комплексі національної безпеки Y-12 в Оук-Ридж, штат Теннессі, є прямим порушенням договірних зобов'язань Сполучених Штатів і, отже, є порушенням статті 6 Конституції США».
У 2011 році преподобний Вільям Дж. Біксел, 84-річний священник, отримав три місяці тюремного ув'язнення за незаконне проникнення на федеральну власність у комплексі Y-12. У 2012 році відбулися протести щодо запропонованого нового заводу з перероблення урану, який, як очікується, коштуватиме 7,5 мільярда доларів.
У липні 2012 року Меган Райс, 82-річна католицька сестра Товариства Святого Немовляти Ісуса, і двоє військових ветеранів, які тоді працювали на благо миру, Грегорі Боертьє-Обед і Майкл Воллі, увійшли до комплексу Y-12. Усі вони були активістами руху лемішів і обрали Y-12 через його вирішальну роль у виробництві ядерної зброї. Вони намалювали фарбою антивоєнні гасла на зовнішній частині Заводу високозбагачених уранових матеріалів, споруди для зберігання збройового урану. Антиядерні активісти, які пройшли повз огорожі та вивели з ладу датчики безпеки до світанку 28 липня, провели кілька годин у комплексі, малюючи мирні послання, молячись та співаючи, перш ніж їх зупинив охоронець, до якого пізніше приєднався ще один. Порушення системи безпеки спонукало приватних експертів критикувати Міністерство енергетики США за захист ядерних матеріалів. Агентство має переоцінити заходи безпеки в рамках своєї ядерної програми. Офіс генерального інспектора Міністерства енергетики США виявив, що всі засоби захисту заводу були недостатніми, а реакція охорони мала «тривожні прояви недолугості». 9 травня 2013 року цих трьох осіб засудили за саботаж. У своїх свідченнях Райс сказала: «Я шкодую, що не зробила цього 70 років тому».